# Solar Anomalous and Magnetospheric Particle Explorer
Solar Anomalous and Magnetospheric Particle Explorer neboli SAMPEX je vědecká družice NASA určená ke studiu částic v zemské magnetosféře a vlivu slunečních cyklů na magnetosféru. Byla vypuštěna 3. července 1992 z kalifornské základny Vandenberg pomocí nosné rakety Scout G-1. Družice obíhá po nízké oběžné dráze ve výšce 409×463 kilometrů se sklonem dráhy 81,64° (únor 2011). Družice mnohonásobně překročila svou plánovanou životnost, která měla být tři roky.

## Popis

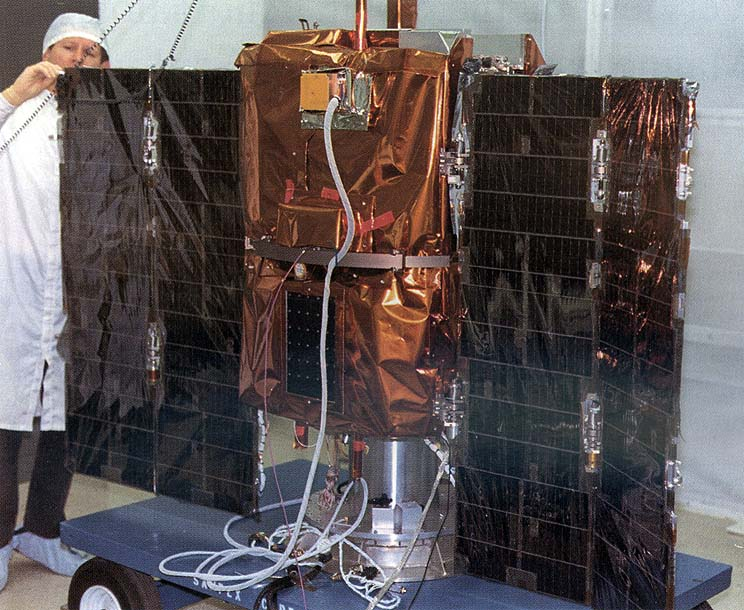
Solar Anomalous and Magnetospheric Particle Explorer

SAMPEX je tříose stabilizovaná družice, vybavená solárními panely o výkonu 16,7 wattů. Je stabilizovaná systémem silových setrvačníků.

Nese 4 vědecké experimenty:
- LICA (Low Energy Ion Composition Analyzer) – analyzátor složení nízkoenergetických iontů[1]
- HILT (Heavy Ion Large Telescope) – teleskop pro detekci těžkých iontů[2]
- MAST (Mass Spectrometer Telescope) – teleskop s hmotnostním spektrometrem[3]
- PET (Proton Electron Telescope) – teleskop pro detekci protonů a elektronů[4]

Naměřená data jsou předávána na Zemi v pásmu S (rychlost přenosu 1,5 Mbit/s) z palubní paměti s kapacitou 65 MB po předzpracování palubním počítačem. Hlavní přijímací pozemní stanice se nachází v areálu NASA Wallops Flight Facility na ostrove Wallops.